# 2024년 하계 올림픽 튀르키예 선수단
2024년 하계 올림픽 튀르키예 선수단은 2024년 7월 26일부터 8월 11일까지 프랑스 파리에서 열린 2024년 하계 올림픽에 참가한 올림픽 튀르키예 선수단이다.

## 출전 선수
| 종목     | 남자 | 여자 | 전체 |
| -------- | ---- | ---- | ---- |
| 근대5종  | 1    | 1    | 2    |
| 레슬링   | 6    | 5    | 11   |
| 배구     | 0    | 13   | 13   |
| 배드민턴 | 0    | 1    | 1    |
| 복싱     | 3    | 5    | 8    |
| 사격     | 3    | 4    | 7    |
| 사이클   | 1    | 0    | 1    |
| 수영     | 4    | 4    | 8    |
| 양궁     | 3    | 1    | 4    |
| 역도     | 1    | 0    | 1    |
| 요트     | 3    | 5    | 8    |
| 유도     | 5    | 3    | 8    |
| 육상     | 10   | 6    | 16   |
| 조정     | 0    | 1    | 1    |
| 체조     | 5    | 0    | 5    |
| 펜싱     | 1    | 1    | 2    |
| 탁구     | 0    | 1    | 1    |
| 태권도   | 2    | 3    | 5    |
| 전체     | 48   | 54   | 102  |

## 메달 집계
| 종목 | 1 | 2 | 3 | 합계 |
| 종목 | ' | ' | ' | '    |
| 종목 | ' | ' | ' | '    |
| 종목 | ' | ' | ' | '    |
| 합계 | ' | ' | ' | '    |

## 종목별 성적

### 근대5종
남자
- 부라 위날

여자
- 일케 외지윅셀

### 레슬링
남자
- 타하 아크귈
- 이브라힘 치프치

### 사격
남자
- 유수프 디케치
- 이스마일 켈레시

여자
- 세나 잔

### 사이클
남자
- 부라크 아바이

### 수영
남자
- 베르케 사카
- 에미르 바투르 알바이라크
- 베르카이 외메르 외레티르
- 쿠제이 툰첼리

여자
- 기젬 귀벤치
- 에젬 된메즈
- 엘라 나즈 외즈데미르
- 제흐라 빌긴

### 양궁
남자
- 메테 가조즈

여자
- 엘리프 베라 괴크르

### 역도
남자
- 무함메드 푸르칸 외즈베크

### 요트
남자
- 이이트 얄츤 츠타크

여자
- 에젬 귀젤

### 유도
남자
- 무함메드 데미렐
- 베다트 알바이라크
- 미카일 외젤레르
- 살리흐 이을드즈
- 이브라힘 타타롤루

여자

### 육상
남자
여자

### 조정
여자
- 엘리스 외즈바이

### 체조
남자
- 페르하트 아르잔

### 탁구
여자
- 시벨 알틍카야

### 태권도
남자
- 하칸 레치베르

여자
- 하티제 퀴브라 일귄
- 나피아 쿠시

### 펜싱
남자
- 엔베르 이을드름

여자
- 니사누르 에르빌

## 같이 보기
- 2024년 하계 올림픽